# Mesquita de Muhammad
A Mesquita de Muhammad, Mesquita de Maomé ou Mesquita Siniggala é uma mesquita construída no século XI na Cidade Velha, Bacu, Azerbaijão. A mesquita também é conhecida como Siniggala, pelo nome de seu minarete - Siniggala (“torre danificada”). A mesquita adquiriu seu segundo nome em 1723, quando esquadrão militar do Exército Russo, composto por 15 navios de guerra e liderado pelo almirante Matyushkin, aproximou-se da cidade pelo litoral e exigiu sua rendição durante a Guerra Russo-Persa (1722-1723). Navios de guerra russos começaram a bombardear a cidade após a recusa de rendição. Uma das bombas russas atingiu o minarete da Mesquita de Muhammad e o danificou. Um vento tempestuoso então empurrou os navios russos para o mar. A população da cidade interpretou o vento como um flagelo divino enviado aos ocupantes. Daquela época até meados do século 19, o minarete da mesquita não foi reconstruído. Permaneceu um símbolo da persistência e coragem dos réus da torre.
É o primeiro edifício do Azerbaijão que está relacionado ao Islã, e é datado por sua estrutura arquitetônica.

## Arquitetura
De acordo com a inscrição árabe que foi salva na frente da porta da parede norte da mesquita, foi construída por ustad-rais Muhammad, filho de Abu Bakr, em 471 de Hégira (1078/1079). Isso significa que o arquiteto não era apenas um mestre-ustad, mas também um chefe da corporação de artífices.

## Minarete
O minarete fica ao lado da nova mesquita, que foi construída com base no plano da antiga. O tronco do minarete é forte e ligeiramente diluído. É construído em pedra cuidadosamente trabalhada. Estalactites grossas e planas de tabulação retêm sherefe, a varanda do muezim, cercada por placas de pedra. Uma cúpula nervurada completa o tronco do minarete. Escadas estreitas em espiral são enroladas dentro do tronco.  Há ligatura com inscrição do Alcorão em cúfico arcaico.